# Вагнер, Иван Карлович
Иван Карлович Вагнер (26 октября 1833, Рига — 6 января 1892) — российский медик, педагог, заслуженный профессор анатомии Харьковского университета, доктор медицины (1858). Действительный статский советник (1891). Основатель анатомического театра в Харькове.

## Биография
Выпускник Дерптского университета 1857 года. Получил звание доктора медицины.
Работал сперва прозектором, позже приват-доцентом анатомии в том же университете. Читал лекции в Дептском университете по сравнительной анатомии мозга позвоночных животных и человека.
В 1864 году был избран доцентом на кафедру патологической анатомии медицинского факультета Харьковского университета; с 1868 года — экстраординарный, с 1871 — ординарный, а с 1888 года — заслуженный профессор Харьковского университета. Служил в Харьковском университете более 27 лет, из них 24 года профессором анатомии. При нём в 1887 году был выстроен новый анатомический театр на Сумской улице. Дважды побывал в научных командировках за рубежом, посещал восточные и южные губернии России для изучения и развития вопроса прививки чумы рогатому скоту. Его помощниками были прозектор И. Вилкомирский (до 1874) и М. Попов (1874—1888).
Среди его учеников — В. К. Высокович.

## Избранные труды
- «De partibus mammalium os temporum constituentibus» (Дерпт, 1858);
- «Ueber den Ursprung des Sehnerven» (Дерпт, 1862);
- «Ueber einen theilweise doppelten Centralcanal im Rückenmarke des Menschen. Archiv v. Reichert u. Dubois Reymond» (1875);
- «O шейном ребре» («Протоколы медицинской секции Общества опытных наук», 1872);
- «Очерк анатомии человека» доктора Генле, перевод Вагнера и Попова (Харьков, 1881, текст и атлас).

## Награды
- орден Св. Владимира 3-й и 4-й степени
- орден Св. Анны 2-й степени
- орден Св. Станислава 2-й степени с императорской короной